# Wallensteins Tod
Wallensteins Tod ist der dritte Teil von Friedrich Schillers Wallenstein-Trilogie, dem Drama über den Niedergang des berühmten Feldherren Wallenstein. Eine allgemeine Einleitung und eine Kurzzusammenfassung der gesamten Trilogie bietet der entsprechende Artikel.
Der letzte Teil der Trilogie ist genau wie der zweite im Blankvers geschrieben und besteht aus fünf Aufzügen; er knüpft unmittelbar an den zweiten Teil an, beginnt also ebenfalls 1634 im böhmischen Pilsen. Die Handlungsträger sind identisch, größtenteils sind es also Wallensteins Truppenführer und seine Familie. Für die letzten beiden Aufzüge wechselt der Handlungsort in die Stadt Eger, wohin Wallenstein mit seinen Verbündeten flieht. Dort wurde er am 25. Februar 1634 ermordet.

## Handlung

### Erster Aufzug
Wallenstein, der Oberbefehlshaber der Truppen des Kaisers Ferdinand II., studiert mit seinem Astrologen Seni die Sternbilder in einem Astrologiezimmer. In den vorherigen Teilen der Trilogie wird mehrmals Wallensteins Glauben an die Astrologie erwähnt. Sie kommen zum Schluss, es sei nach dem Stand der Sterne Zeit zu großen Taten. Kurz darauf berichtet Wallensteins Schwager Terzky, Wallensteins geheimer Zwischenhändler auf dem Weg zu den Schweden sei von kaiserlichen Truppen gefangen worden. Wie in Die Piccolomini berichtet wurde, verhandelt Wallenstein heimlich mit den offiziellen Feinden, den Schweden, und erwägt, sich mit ihnen gegen den Kaiser zu verbinden. Nun habe der Kaiser Einsicht in Wallensteins rebellische Pläne. Terzky und Illo, ein weiterer Vertrauter des Feldherren, wollen Wallenstein überreden zu handeln, solange er noch die Armee hinter sich hat. Wallenstein zweifelt und beruft sich darauf, dass er selber keine Dokumente unterschrieben habe. Doch Illo und Terzky sind sich sicher, dass der Unterhändler zu einer belastenden Aussage gezwungen werde. Wallenstein sagt in einem langen Monolog, er sei nie ganz entschlossen gewesen, den Kaiser zu stürzen, es seien eher Gedankenspiele gewesen, die aber nun zu unausweichlicher Realität werden müssten, da ein Zurück nicht mehr möglich sei. Offenen Kampf scheue er zwar nicht, aber die traditionelle Ordnung anzugreifen könne aufgrund der Anhänglichkeit der Menschen ans Althergebrachte gefährlich werden.
Wallenstein empfängt Wrangel, den Unterhändler der Schweden. Dieser bietet ihm an, gemeinsam gegen den Kaiser zu kämpfen, wenn die Schweden dafür Eger und die Altstadt von Prag bekommen. Wrangel weiß von der Verhaftung von Wallensteins Unterhändler, was ihm eine starke Verhandlungsposition verschafft. Er fordert eine Entscheidung von Wallenstein noch am selben Tag. Durch den Treueschwur der Truppenführer (siehe Die Piccolomini, Dritter Aufzug) lässt sich Wrangel von Wallensteins Macht überzeugen.
Nach der Verhandlung will sich Wallenstein zuerst nicht mit den Schweden verbünden, weil er sich von ihnen nicht abhängig machen will. Außerdem ist er überzeugt, dass Treulosigkeit zum Untergang führe. Erst Wallensteins Schwägerin, die Gräfin Terzky, schafft es, seine Einstellung zu ändern. Sie meint, er könne sich zwar noch dem Kaiser unterwerfen, werde dann aber in Bedeutungslosigkeit versinken. Diese Vorstellung ist für Wallenstein entsetzlich. Außerdem dürfe Wallenstein nicht vergessen, dass der Kaiser ihm gegenüber treulos sei. Er habe Wallenstein nur als Mittel zum Zweck eingesetzt und wolle ihn nach gewonnenem Krieg absetzen. Wallenstein lässt sich mitreißen von der Rede der Gräfin und beschließt, offiziell die Seite zu wechseln.

### Zweiter Aufzug
Wallenstein empfängt Octavio Piccolomini, einen Befehlshaber in seiner Armee. Er weiß nicht, dass Octavio für den Kaiser spioniert und von diesem eine Vollmacht bekommen hat, Wallenstein als Oberbefehlshaber der Armee abzusetzen (siehe „Die Piccolomini“, Fünfter Aufzug). Wallenstein beauftragt ihn, zwei Abtrünnige in der Truppe zu verhaften. Außerdem soll er versuchen, die kaisertreuen spanischen Truppen hinzuhalten. Diese sind auf dem Weg zu Wallensteins Lager, da Wallenstein ihnen einen Teil seiner Soldaten abtreten soll, wie am Ende von „Wallensteins Lager“ erwähnt. Danach kommt Octavios Sohn Max Piccolomini, ebenfalls ein Befehlshaber in dessen Armee. Sein Vater hat ihm (am Ende von „Die Piccolomini“) verraten, dass er, Octavio, inzwischen gegen Wallenstein arbeitet. Max glaubte nicht an Wallensteins rebellische Pläne und will diesen selbst befragen. Sollte Wallenstein im Recht sein, will Max sich gegen seinen eigenen Vater stellen. Er ist ein begeisterter Anhänger Wallensteins und zusätzlich im Konflikt, da Wallensteins Tochter Thekla und er sich ineinander verliebt haben.
Wallenstein bestätigt ihm, dass er dem Kaiser die Treue brechen will. Dabei vergleicht er sich mit Cäsar, der von der Geschichte trotz seines Verrats als großer Herrscher gefeiert werde. Wallenstein will wissen, ob Max weiter zu ihm steht. Max sagt, er wolle den Kaiser nicht verraten. Er versucht Wallenstein zu überreden, sich wieder dem Kaiser zu unterwerfen, was dieser ablehnt. Max geht darauf wortlos ab.
Terzky und Illo drücken wiederholt ihr Misstrauen gegenüber Octavio Piccolomini aus. Wallenstein erzählt, dass er sich voll auf Octavio verlasse: Schließlich sei Octavio ihm als erster begegnet, als er einmal das Schicksal befragt habe, wer sein engster Vertrauter sei. Wallenstein erklärt, wenn Octavio ihn betrüge, sei die gesamte Astrologie falsch.
Nun wechselt der Schauplatz zu Octavios Wohnung. Dieser bereitet seine Abreise vor. Vorher empfängt er Isolani, einen Führer in Wallensteins Truppe. Dieser spricht sich erst klar für seinen Befehlshaber und gegen den Kaiser aus. Octavio zeigt ihm die Vollmacht des Kaisers, die Truppen Wallensteins an dessen Stelle zu leiten. Darauf lenkt Isolani ein und bittet um Vergebung für seine Kritik am Kaiser. Er unterwirft sich Octavio. Dieser befiehlt Isolani, mit seinen Soldaten Wallensteins Lager heimlich zu verlassen.
Jetzt empfängt Octavio Buttler, einen anderen Truppenführer. Der lenkt nicht so schnell wie Isolani ein und will Wallenstein weiter dienen. Doch Octavio zeigt ihm Dokumente, die eine Intrige Wallensteins beweisen sollen. Buttler ist von geringer Herkunft (wird erwähnt in „Wallensteins Lager“) und hatte den Kaiser einst um eine Ernennung zum Grafen gebeten, als Dank für seine Leistungen im Krieg. Doch Wallenstein hatte sich in einem Brief gegen eine Beförderung von Buttler ausgesprochen. Octavio meint, dass Wallenstein Buttler auf diese Weise gegen den Kaiser aufbringen wollte, um ihn enger an sich zu binden. Als Buttler von dieser Intrige erfährt, bittet er um Verzeihung, dass er dem Kaiser die Treue brechen wollte. Buttler will nun zum Schein bei Wallenstein bleiben, er sagt aber nicht, was er plant. Octavio gewährt ihm diesen Wunsch.
Nun teilt Octavio Max mit, dass er Wallensteins Lager verlasse, und will Max überreden mitzukommen. Doch der macht ihm seine Lügen gegenüber Wallenstein zum Vorwurf. Theklas wegen will Max im Lager bleiben. Octavio lässt einige Soldaten zurück, die seinen Sohn schützen sollen. Trotz ihres Konfliktes umarmen sich die beiden Piccolomini zum Abschied.

### Dritter Aufzug
Der dritte Aufzug spielt in einem Saal von Wallensteins Frau, der Herzogin. Die Gräfin Terzky und Wallensteins Tochter Thekla sitzen zusammen. Die Gräfin weiht Thekla in Wallensteins Pläne ein. Außerdem sagt sie, dass sie durch ihre Liebe Max an Wallenstein binden müsse. Thekla ist bestürzt. Die Herzogin kommt besorgt zu den beiden, um zu erfahren, ob Wallenstein noch dem Kaiser gehorche. Als die Gräfin dies verneint, ist auch die Herzogin verzweifelt. Erst als die Gräfin Terzky ankündigt, dass Wallenstein komme, versucht die Herzogin sich und Thekla zu beruhigen, damit Wallenstein seine Familie sorglos vorfindet.
Wallenstein betritt mit Illo den Saal. Illo erzählt, dass Buttler zu ihm gekommen sei um Wallenstein seine Hilfe zuzusichern. Wallenstein erwähnt, dass er Buttler immer misstraut habe, was er jetzt aber für unbegründet halte. Während Illo wieder geht, will Wallenstein sich eine Weile bei seiner Familie zerstreuen. Er bittet Thekla, etwas auf der Zither vorzutragen. Doch sie ist immer noch fassungslos, es gelingt ihr nicht etwas zu spielen und schließlich läuft sie davon. Die Gräfin Terzky berichtet Wallenstein von Theklas und Max’ Liebe. Die Mutter freut sich, doch Wallenstein ist verärgert und überrascht. Er sagt, dass er Thekla nur einem König geben werde.
Plötzlich kommt Terzky und berichtet, dass mehrere Truppenteile Wallensteins Lager verlassen hätten. Auch Illo kommt zurück und berichtet von weiteren geflohenen Truppen – Octavio Piccolomini hat den Großteil von Wallensteins Armee unter seine Kontrolle gebracht. Nun erfährt Wallenstein, dass Octavio ihn hintergangen hat. Das sieht er aber nicht als Beweis, dass seine Sterndeuterei nicht funktioniere. Er meint, dass Wahrsagungen eben nur ehrliche Taten vorhersagen könnten, Lügen und Intrigen seien so nicht zu entdecken.
Buttler kommt mit der nächsten schlechten Nachricht: Wallenstein hat nun auch keine Kontrolle mehr über Prag, das er den Schweden versprochen hat. Die Wachen des Lagers hatten den Boten mit dieser Nachricht abgefangen, Wallenstein verliert also die Kontrolle über die Armee. Als seine Frau von Wallensteins Plänen und Octavios geglückter Intrige erfährt, fällt sie in Ohnmacht.
Wallenstein beruhigt sich langsam wieder und fasst neuen Mut. Eine Abordnung von zehn Vertretern der Kürassiere kommt zu ihm. Wallenstein begrüßt einige von ihnen mit Namen, erinnert sich an ihre Taten auf Feldzügen und betont, dass er keinen vergesse, mit dem er einmal Worte gewechselt habe. Sie sagen ihm, auch wenn viele Regimenter von ihm abgefallen seien, würden sie weiter für ihn kämpfen, wenn er dem Kaiser treu bleibe. Sie halten die gegenteiligen Gerüchte für eine Lüge und wollen die Wahrheit aus seinem eigenen Munde erfahren (was Wallenstein quittiert mit: „Daran erkenn ich meine Pappenheimer“). Nun erzählt er ihnen, dass der Kaiser ihn betrogen habe und er sich wehren müsse. Er schafft es, sie auf seine Seite zu ziehen. Doch da berichtet Buttler, dass Terzky das Wappen des Kaisers gerade gegen das von Wallenstein tausche. Nun gehen die Soldaten wortlos davon – Wallenstein hat den Rückhalt der Soldaten verloren.
Nun taucht Max Piccolomini wieder auf. Er gesteht Wallenstein seine Liebe zu Thekla. Wallenstein will ihn zunächst festnehmen, da er der Sohn des Verräters ist, dann wechselt er aber seine Haltung und bittet Max, für ihn zu kämpfen. Nun äußert Max Verständnis für die Intrige seines Vaters. Er ist sich unklar, auf welche Seite er sich stellen soll. Soldaten aus dem Heer der Pappenheimer versuchen inzwischen, in die Zimmer einzudringen. Sie glauben, dass Max als Geisel genommen wurde, und wollen ihn befreien. Max will sie beruhigen, doch Wallenstein erlaubt ihm nicht, nach draußen zu gehen. Stattdessen schickt er Neumann, Terzkys Adjutanten, der ihnen befehlen soll zu gehen, der aber erschossen wird. Wallenstein gibt den Befehl, dass die ihm noch treugebliebenen Truppen den kaiserlichen Söldnern in Prag in den Rücken fallen sollen. Er geht nach draußen, um die Soldaten wieder zu überreden, ihm zu folgen.
In Wallensteins Abwesenheit redet die Gräfin Terzky auf Max ein. Er kann sich nicht entscheiden, auf wessen Seite er kämpfen will. Schließlich überlässt er Thekla die Entscheidung. Sie rät ihm, weiter dem Kaiser treu zu dienen, damit sein Gewissen rein bleibe. Sie beide könnten wegen des Kampfes ihrer Väter nicht zusammen leben. Sie umarmen sich zum Abschied. Terzky gibt inzwischen alles verloren. Die Soldaten sind nicht bereit Wallenstein anzuhören, sondern jubeln dem Kaiser zu. Als Wallenstein zurückkommt, dringen Kürassiere ein, um Max zu befreien. Wallenstein trennt Thekla und Max und stellt sich zwischen sie. Max bittet ihn um einen Abschiedsgruß, doch Wallenstein würdigt ihn keines Blickes. Auch Buttler und die Gräfin Terzky ignorieren ihn. Nur Wallensteins Frau, die Herzogin, die inzwischen wieder erwacht ist, verabschiedet sich freundlich von ihm. Wallenstein beschließt, mit seinen letzten Anhängern nach Eger aufzubrechen, während Max mit den Kürassieren abgeht.

### Vierter Aufzug
Buttler ist in Eger angekommen. Hier trifft er sich mit dem Kommandanten von Eger, Gordon, im Haus des Bürgermeisters. Gordon war in seiner Jugend ein Freund von Wallenstein. Auch der ist inzwischen in Eger. Alle Regimenter, bis auf die seines Schwagers Terzky, haben ihn verlassen. Gordon weiß von Buttler, dass Wallenstein den Kaiser verraten hat. Er hat Wallenstein trotzdem in die Stadt gelassen. Gordon findet Wallensteins Verrat entsetzlich, zeigt sich aber immer noch sehr beeindruckt von ihm.
Wallenstein kommt mit dem Bürgermeister von Eger, Pachhälbel, hinzu. Er verspricht dem Bürgermeister, dass nun ein neues Reich entstehen werde, in dem die Evangelischen, von denen es in Eger ja noch viele gebe, nach ihrem Glauben leben könnten. Kaiser Ferdinand II., gegen den Wallenstein sich auflehnt, war ein strenger Vertreter des Katholizismus. Wallenstein lässt den Bürgermeister und Gordon in dem Glauben, dass er immer noch gegen die Schweden kämpfe. Terzky und Illo erzählen, dass die schwedischen Truppen nicht mehr weit von Eger entfernt seien. Max Piccolomini habe versucht, sie mit seinen Soldaten aufzuhalten; dabei sei er gefallen. Die Hofdame von Thekla, Fräulein von Neubrunn, berichtet entsetzt, dass Thekla sich das Leben nehmen wolle. Alle bis auf Gordon und Buttler rennen zu ihr. Buttler meint, dass die Gefahr bestehe, dass die Schweden Eger erreichten, bevor die kaisertreuen Truppen einträfen. Da er dafür bürgen müsse, dass Wallenstein nicht entkomme, wolle er ihn in der nächsten Nacht umbringen. Gordon ist sehr beunruhigt von diesem Plan. Er hat immer noch großen Respekt vor Wallenstein. Illo und Terzky kommen zurück. Inzwischen sind sie wieder siegesgewiss. Sie wollen am Abend feiern. Gordon solle währenddessen für die Sicherheit von Wallenstein sorgen. Nachdem sie gegangen sind, betont Buttler, dass auch er nur ungern Wallenstein töte, aber unbedingt sein Wort halten müsse, ihn nicht entkommen zu lassen.
Inzwischen hat Fräulein von Neubrunn Wallenstein zur Herzogin und der ohnmächtigen Thekla geführt. Sie habe den Boten abgefangen, der die Nachricht von Max Piccolominis Tod brachte. Als Thekla erwacht, fordert sie, die ganze Geschichte zu hören. Sie wird mit Fräulein von Neubrunn und dem Boten allein gelassen. Der erzählt, dass Max todesmutig gegen die Schweden gekämpft habe und selbst als er verloren war, sich weigerte aufzugeben. Außerdem berichtet er, wo sein Leichnam begraben wurde. Nachdem der Bote gegangen ist, fasst Thekla einen Entschluss: Sie will heimlich Eger verlassen und zum Grab ihres Geliebten reiten. Dort will sie im Tod mit ihm vereint werden. Von Neubrunn erklärt sich bereit, sie zu begleiten.

### Fünfter Aufzug
Buttler bereitet die Ermordung von Wallenstein und seiner Getreuen Terzky und Illo vor. Zwölf von Buttlers Leuten sollen das Fest der Getreuen stürmen und diese töten. Dann trifft er sich mit Deveroux und Macdonald, zwei Hauptmännern Buttlers. Sie sind der Meinung, dass es ihre Aufgabe sei, alles für Wallenstein zu tun. Als Buttler ihnen mitteilt, dass Wallenstein nun ihr Feind sei, wechseln sie unbeeindruckt sofort ihre Einstellung. Denken sei nicht ihre Sache, sondern nur das Ausführen von Befehlen. Buttler teilt ihnen mit, dass sie ihm helfen sollen Wallenstein zu töten. Sie reagieren sehr erschreckt und sträuben sich. Sie glauben, dass Wallenstein durch übernatürliche Kräfte unverwundbar sei. Erst als Macdonald auf die Idee kommt, ihre Mordwaffen vor der Tat weihen zu lassen und Buttler versichert, dass Wallenstein im anderen Fall ohnehin gehenkt werde, erklären sie sich bereit. Da Wallenstein auf Ruhe bestehe (wird erwähnt in „Wallensteins Lager“), würden keine Wachen bei ihm übernachten. Man könne also in der Nacht in sein Zimmer eindringen.
Der Schauplatz wechselt in das Zimmer Wallensteins: Er unterhält sich mit der Gräfin Terzky. Sie bittet ihn, die Nacht bei ihm zu wachen, da sie Angst habe, er könne über Nacht für immer verschwinden. Sie erzählt ihm auch von Alpträumen, in denen sein Verschwinden angedeutet werde. Wallenstein meint, dass er selbst keine solche Visionen habe. Bei einem Blick aus dem Fenster sagt er, dass draußen keine Sterne zu sehen seien. Er erwähnt, dass Max Piccolomini ihm sehr fehle, da er eine große Freude in seinem Leben gewesen sei. Wallenstein betont aber, dass er keine Angst habe und der Kaiser ihm nichts anhaben könne. Bevor die Gräfin geht, erwähnt sie, dass sie für den Fall, dass Wallenstein etwas passiere, sie etwas bei sich trage, was sie trösten werde.
Nun kommt Gordon zu Wallenstein. Während die beiden sich unterhalten, lässt sich Wallenstein von seinem Kammerdiener zum Schlafengehen entkleiden. Dabei zerspringt die Kette, die Wallenstein einst von dem Kaiser als Belohnung geschenkt bekommen hatte. Er erwähnt, dass er sie aus Aberglauben immer getragen habe, um das Glück vom Anfang seiner Karriere dauernd an sich zu binden. Wallenstein wirft Gordon vor, dass dieser immer zu ängstlich gewesen sei und deshalb auch nicht mehr weiter aufsteigen werde. Gordon entgegnet, dass Sicherheit viel wert sei, da schnelles Glück irgendwann zu Ende gehe.
Wallensteins Astrologe Seni kommt in das Zimmer gestürzt. Er ist entsetzt und erzählt seinem Herren, dass er vorhersehe, dass ihm, Wallenstein, schweres Unglück drohe; er dürfe nicht auf die Schweden warten, sondern müsse noch in dieser Nacht fliehen. Wallenstein entgegnet, dass Seni nur deshalb schlechte Vorzeichen sehe, weil er aus Glaubensgründen gegen das Bündnis mit den Schweden sei. Auch Gordon fleht nun Wallenstein an, die Schweden nicht zu empfangen. Er meint, dass Wallenstein gegen sie kämpfen solle, um sich damit die Gnade des Kaisers zu verdienen. Wallenstein sagt, dass es zu spät zum Umkehren sei. Sogar der Kammerdiener wirft sich jetzt Wallenstein zu Füßen. Der meint, dass der Diener Angst um sein Gut in Kärnten habe, auf kaiserlichem Gebiet gelegen. Er bietet ihm an, zum Kaiser zurückzukehren, wenn er Wallenstein nicht folgen wolle. Dann verlässt Wallenstein mit dem Diener und Seni den Raum, um sich schlafen zu legen.
Jetzt erscheint Buttler. Gordon überlegt, ob er die Wachen rufen soll, um Wallensteins Ermordung noch aufzuhalten. Doch er kommt zu dem Schluss, dass es ihm nicht zustehe, das Schicksal aufzuhalten. Buttler hat eine Wunde am Arm. Er erzählt, dass er mit seinen Soldaten Illo und Terzky getötet habe. Gordon bittet Buttler, wenigstens noch eine Stunde mit dem Attentat zu warten. Als Buttler darauf nicht eingeht, will Gordon sich ihm in den Weg stellen, wird aber einfach zur Seite gestoßen. Macdonald und Deveroux kommen hinzu. Sie hören Trompeten und vermuten, dass die Schweden gerade Eger erreichen. Da erscheint der Kammerdiener wieder und wird von Deveroux getötet. Die drei Attentäter gehen in Wallensteins Schlafzimmer.

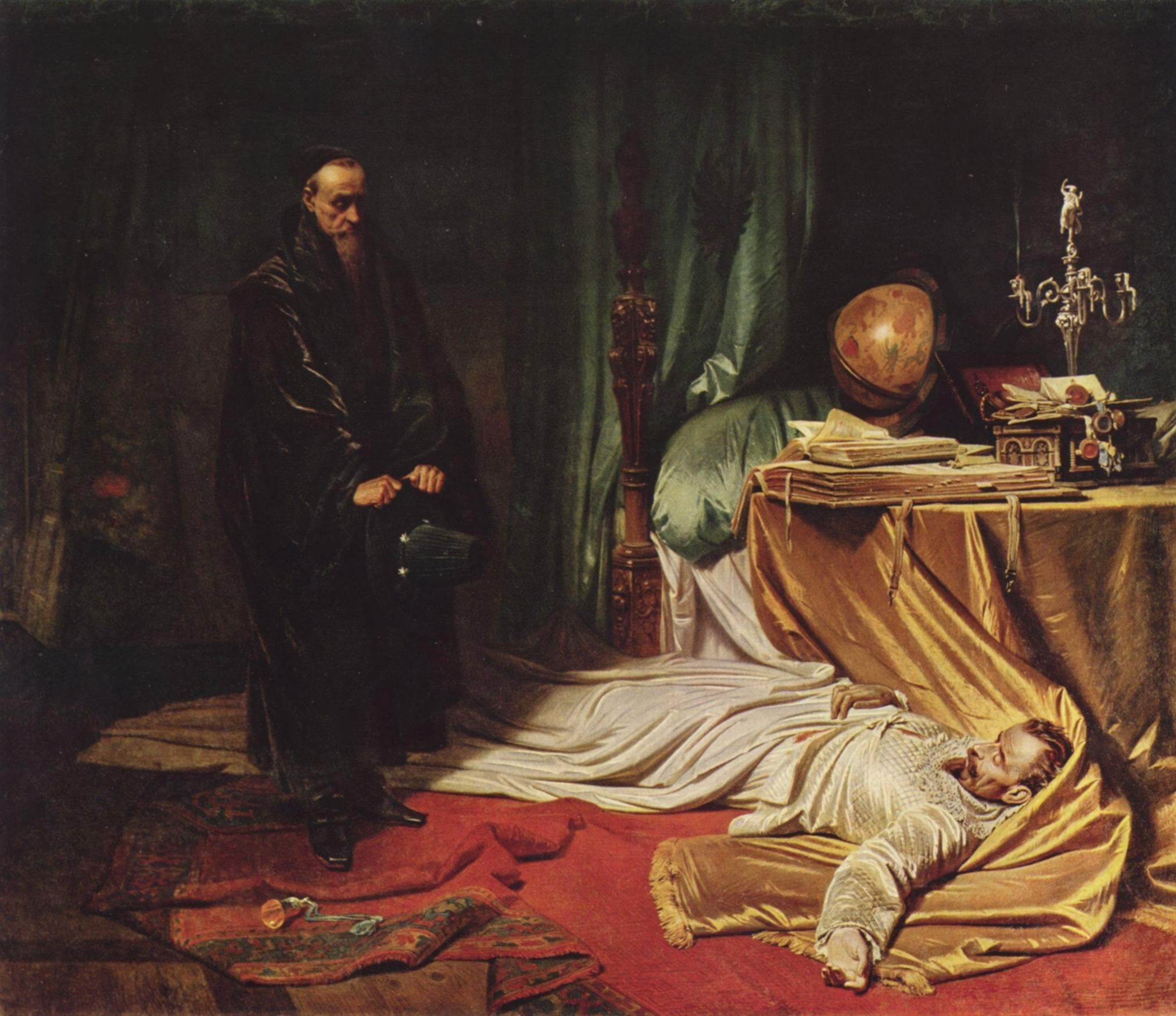
Der Astrologe Seni an der Leiche Wallensteins, Gemälde von Karl Theodor von Piloty

Die Gräfin Terzky tritt auf. Sie hat gemerkt, dass Thekla und Fräulein von Neubrunn nicht mehr da sind und wundert sich über den Lärm. Buttler kommt aus Wallensteins Zimmer und wird vom aufgeregten Gordon empfangen: Nicht die Schweden, sondern Octavio Piccolomini mit den kaiserlichen Truppen sei in Eger angekommen. Buttler erwidert nur, dass es jetzt schon zu spät sei. Seni kommt wieder. Er ruft voller Erschütterung, dass Wallenstein ermordet worden sei. Die Gräfin ist entsetzt. Als Octavio mit seinem Gefolge den Raum betritt, flieht sie. Währenddessen wird Wallensteins Leiche herausgetragen. Octavio reagiert wütend auf Buttlers Tat. Der entgegnet, dass er nur den Wunsch des Kaisers ausgeführt habe. Die Gräfin Terzky betritt den Raum wieder. Octavio verspricht ihr, dass die Familie Wallensteins mit der Gnade des Kaisers rechnen könne. Doch die Gräfin hat Gift eingenommen. Sie lehnt jede Rettung ab und verlässt den Raum. Ein Kurier bringt eine Nachricht des Kaisers. Gordon liest die Anschrift und reagiert vorwurfsvoll: Octavio ist nun Fürst, was auch Wallensteins Titel war. Octavio erschrickt bei diesem Titel. Das Stück endet damit, dass er schmerzvoll zum Himmel schaut.

## Erläuterungen
Die Figuren sind größtenteils historisch, ihre Rollen im Stück aber nur zum Teil, teils sind sie auch fiktiv oder anders akzentuiert. Max Piccolomini verkörpert den Idealismus der Aufklärung, Wallensteins Schwägerin, die Gräfin Terzky, den zynischen Eigennutz. (Die historische Gräfin Maximiliane Trčka war zwar in Pilsen und Eger anwesend, nahm aber keinen Einfluss; ihre Rolle ist vielmehr von der Lady Macbeth inspiriert, da Schiller unmittelbar vor dem Verfassen des Wallenstein Shakespeares Macbeth gelesen hatte. Sie trägt auch Züge ihrer habgierigen und erzprotestantischen Schwiegermutter Maria Magdalena von Lobkowitz, der Gemahlin des Jan Rudolf Trčka von Lípa.)
Im „Achsenmonolog“ des ersten Aufzugs (4. Auftritt) wird die Haltung Wallensteins und die mit seiner Figur verbundene Problematik deutlich: „Wärs möglich? könnt nicht mehr, wie ich wollte?/ Nicht mehr zurück, wie mirs beliebt? Ich müsste/ Die Tat vollbringen weil ich sie gedacht,/ Nicht die Versuchung von mir wies (...)?“ Entscheidend ist also nicht Wallensteins Absicht, sondern was seine Handlungen in der Interpretation der anderen bedeuten.
Ein weiteres tragisches Element beschreibt Schiller in seiner Geschichte des Dreißigjährigen Krieges: „Im Begriff, ein nie erlebtes Beispiel des Undanks gegen den Schöpfer seines Glücks (Ferdinand II.) aufzustellen, baute er (Wallenstein) seine ganze Wohlfahrt auf die Dankbarkeit, die man an ihm beweisen sollte.“ Tragische Ironie häuft sich dann ab dem dritten Aufzug, wo Wallenstein den schon zum Mord entschlossenen Buttler umarmt und ihn für seine Treue lobt. Während er glaubt, sogar die Sterne könnten ihm gefügig sein, ist er selbst abhängig von anonymen Mächten (zumal der tiefwurzelnden Kaisertreue seiner Soldaten) und politischen Konstellationen.
Nach Schillers Ästhetik, wie er sie in seiner Abhandlung Über die ästhetische Erziehung des Menschen ausgeführt hat, soll die Erfahrung der Freiheit im Ästhetischen den Menschen für die politische Freiheit bereit machen. Das Ästhetische habe jedoch auch seine Eigengesetzlichkeit, wodurch die ästhetische Freiheit zum Selbstzweck werde und nicht mehr nur als Vorstufe einer Befreiung in der wirklichen Welt diene. Der Mensch sei nur da ganz Mensch, wo er spiele. So heißt es auch im Prolog zur Wallenstein-Trilogie: „Ernst ist das Leben, heiter ist die Kunst“. Wallenstein aber nahm die Politik und den Krieg wie ein Spiel und glaubte, dass er frei sein könnte wie ein Spieler; er wollte die ästhetische Freiheit in der wirklichen Welt erfahren, wo sie aber nicht zu finden ist. Er verkörpert damit eine Sehnsucht des Menschen, zumal des Politikers, musste aber an den Abhängigkeiten und Verstrickungen der historischen Praxis scheitern. Max Piccolomini kann die Unschuld des Idealisten nicht bewahren und wählt den Tod, während der realistische Spieler Wallenstein den seinen findet, weil er falsch kalkuliert hat.
Hegel kritisierte, dass die Trilogie nicht mit einer Theodizee ende und somit die tragische Sinnstiftung ausbleibe, wie er sie auch seiner Dialektik zugrunde legt, nach der sich im Kampf der Gegensätze eine „tieferliegende, verborgene Einheit, ein Zusammengehören des Verschiedenen“ und damit eine göttliche Ordnung (oder jedenfalls höhere Vernünftigkeit) zeige. Heiner Müller schrieb dazu: „Der Gang der Handlung schleift den Triumphbogen der Theodizee, den der glücklichere Shakespeare noch als Bauelement seines Theaters gebrauchen konnte (...). Hinter Wallenstein taucht der Schatten Napoleons auf, des letzten Protagonisten der Macht im Sprung aus der Geschichte in die Politik, die Tragödie nicht mehr im Gepäck hat, der Anlauf ist die Revolution.“